# طرخشقون ثلجي
طرخشقون ثلجي (الاسم العلمي:Taraxacum nivale) هو نوع من النباتات يتبع جنس الطرخشقون من الفصيلة النجمية.